# Ледник Тейлора
Ледник Тейлора — ледник в Антарктиде, стекающий с плато Земли Виктория в западную оконечность долины Тейлор, к северу от холмов Кукри. Длина ледника — около 56 км (35 миль). Он течёт к югу от хребта Асгард. Средняя часть ледника ограничена на севере горами Инланд-Фортс, а на юге — долиной Бикон.
Ледник был открыт Британской национальной антарктической экспедицией в 1901—1904 годах и в то время считался частью ледника Феррар.